# 乌尔古尔山

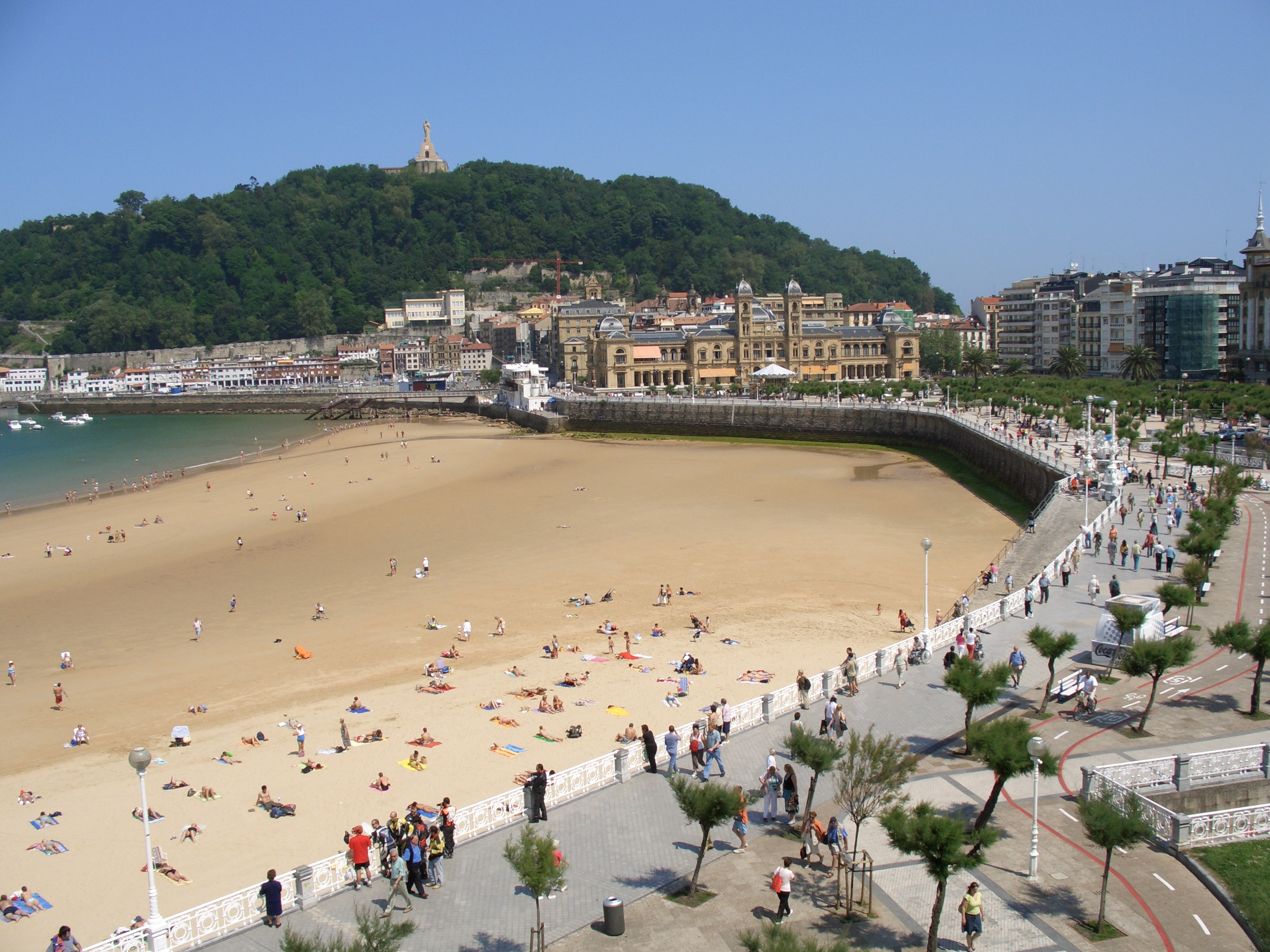
乌尔古尔山

乌尔古尔山（西班牙語：Monte Urgull）是西班牙巴斯克自治區吉普斯夸省首府圣塞瓦斯蒂安的一座山丘，高123米，位于市中心半岛北端，西面是贝壳湾，东面是乌鲁梅阿河。
在12世纪初该市建立之初，这座山就是军事防御要地。山顶是莫塔城堡，一个小教堂和一个12米长的耶稣雕塑（1950年），俯瞰着海湾。  